# Henri Gerber
Henri Gerber, né le 13 juillet 1879 à Moudon et mort en 1944, est un musicien vaudois, violoniste et enseignant.

## Biographie
Henri Gerber prend ses premières leçons de violon à l'âge de dix ans avec sa tante, Madame Rapin-Gerber. De quatorze à dix-huit ans, il est l'élève de Richard Frommelt au Conservatoire de Lausanne. Il poursuit ses études à Berlin, dans les classes de Moser et de Joseph Joachim. C'est en Allemagne, du reste, qu'il commence sa carrière de musicien, avant de revenir au pays où de 1903 à 1905, il est violon solo à l’Orchestre symphonique de Lausanne que venait de fonder Anton Suter.
Henri Gerber développe une carrière d'instrumentiste. Il fait partie de la Société de musique de chambre jusqu'en 1906. Chambriste également, c'est à lui que l'on doit la mise en place de la musique de chambre - art musical le moins populaire alors - au Conservatoire. En effet, il fonde le "Quatuor du Conservatoire" avec Aloÿs Baudet, Pierre Pilet et Adolphe Rehberg en 1914 et en est le premier violon jusqu'en 1918. Fervent amateur de musique de chambre, le directeur Jules Nicati apporte son soutien et parfois sa collaboration comme pianiste. 
Très présent dans la vie musicale du canton, il donne plus de quatre-vingt deux concerts entre 1904 et 1938 à Lausanne, Morges, Moudon et d'autres villes. Henri Gerber est également un pédagogue de renom, dont on rapporte qu'il a donné le goût du violon à de nombreux jeunes gens ; nommé en 1904 professeur des classes supérieures de violon du Conservatoire de Lausanne, il occupe ce poste jusqu’en 1943. Il enseigne également la musique instrumentale à l'École normale de jeunes instituteurs, de 1905 à 1943, dirigeant à maintes reprises l'orchestre des élèves.
Henri Gerber décède dans sa soixante-cinquième année, alors qu'il est encore en exercice. Il a pour successeur au Conservatoire un autre excellent violoniste, Georges Desarzens. Son fils Pierre Gerber deviendra luthier.

## Sources
- « Henri Gerber », sur la base de données des personnalités vaudoises sur la plateforme « Patrinum » de la Bibliothèque cantonale et universitaire de Lausanne.
- Burdet, Jacques, La musique dans le canton de Vaud 1904-1939, Lausanne, Payot, 1983, p. 228
- Burdet, Jacques, L'Orchestre symphonique de Lausanne 1903-1914, extrait de la Revue historique vaudoise, 1972, p. 206
- Sherrer, Antonin, Conservatoire de Lausanne 1861-2011, Gollion, Infolio, 2011, p. 67, 102-103
- "Adieux à un musicien", Tribune de Lausanne, 1944/03/05, p. 6
- "Henri Gerber", Tribune de Lausanne, 1944/03/07, p. 3
- "Henri Gerber", Feuille d'avis de Lausanne, 1944/03/03, p. 12.